# Harry Hammond Hess

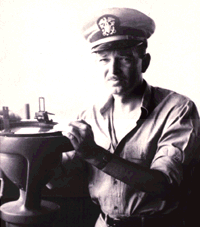
Harry Hess, Kommandant der USS Cape Johnson (AP-172)

Harry Hammond Hess (* 24. Mai 1906 in New York City; † 25. August 1969 in Woods Hole, Massachusetts) war ein US-amerikanischer Geologe und einer der Wegbereiter der Theorie der Plattentektonik.

## Ausbildung und Lehrtätigkeit
Hess studierte an der Yale University und der Princeton University, wo er 1932 zum Dr. phil. promoviert wurde. 1928/29 arbeitete er als Geologe in Nordrhodesien. 1934 wurde er Professor an der Princeton University und von 1950 bis 1966 Direktor an dortigen Department of Geology. Er war auch Gastprofessor an der südafrikanischen Universität Kapstadt (1949–1950) und der britischen Universität Cambridge (1965).
Er war Vorsitzender der Abteilung für Geowissenschaften im Nationalen Forschungsrat der USA ab 1955 und des Rates für Weltraumforschung der National Academy of Sciences ab 1962. Er war von 1951 bis 1953 Präsident der Sektion Geodäsie der Amerikanischen Geophysikalischen Union, 1954/55 der Mineralogischen Gesellschaft von Amerika und 1962 Präsident der Geologischen Gesellschaft von Amerika.

## Militärkarriere
Hess tat während des Zweiten Weltkriegs Dienst in der US Navy und wurde Kapitän der USS Cape Johnson, eines Truppentransportschiffs, das mit einem besonders leistungsfähigen Echolot ausgerüstet war. Bei seinen Fahrten durch den Pazifischen Ozean, die ihn zu den Marianen, den Philippinen und nach Iwo Jima führte, benutzte er fortwährend das Echolot seines Schiffs. Das ermöglichte ihm, Meeresgrundprofile im Nordpazifik zu sammeln, was zu der Entdeckung von durch Brandung abgeflachten submarinen Vulkanen führte, die er Guyots nannte. Später verblieb er in der Naval Reserve und wurde zum Konteradmiral befördert.

## Wissenschaftliche Leistungen

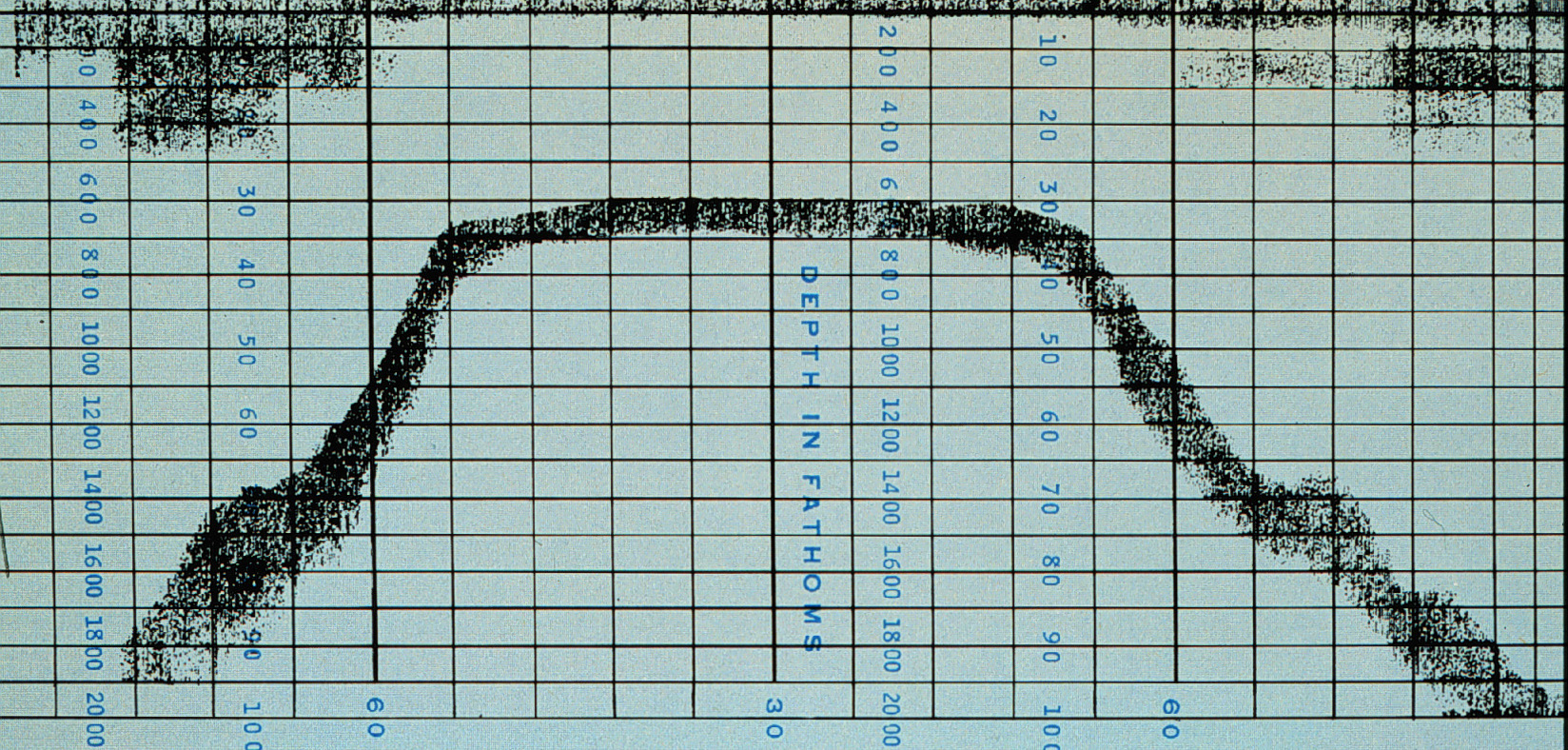
Der erste von Hess entdeckten Guyot, vermutlich in der Nähe des Eniwetok-Atolls

1960 machte Hess seine wichtigste Entdeckung, die als eine der größten Fortschritte in der Geologie des 20. Jahrhunderts gilt. In einem Bericht an das „Office of Naval Research“, der weite Verbreitung fand, entwickelte er die Theorie, dass die Erdkruste stetig entlang der langen vulkanischen Ozeanrücken entsteht und sich von dort langsam ausbreitet. Die Entdeckung der Ozeanbodenspreizung verhalf der damals noch vielfach abgelehnten Theorie der Kontinentaldrift von Alfred Wegener zur wissenschaftlichen Anerkennung. In den Geowissenschaften kam es in der Folge zu einer Abkehr vom Fixismus hin zum Mobilismus, was die Grundlage für die moderne Theorie der Plattentektonik bildete. Hess’ Bericht wurde 1962 in seinem Werk History of Ocean Basins veröffentlicht, das für eine gewisse Zeit das meist referenzierte Werk der Geophysik war. Hess war auch in vielen anderen wissenschaftlichen Unternehmungen beteiligt, wie dem Mohole-Projekt (1957–1966), eine Untersuchung über die Durchführbarkeit und der Technik der Tiefseebohrung. Auch die Entdeckung sogenannter Seamounts – erloschene oder aktive Tiefseevulkane – zu Ende des Zweiten Weltkrieges geht auf Hess’ Untersuchungen der Tiefsee zurück.

## Ehrungen
1966 erhielt er die Penrose-Medaille der Geological Society of America und einen internationalen Antonio-Feltrinelli-Preis. 1969 wurde er zum Ehrendoktor der Yale University berufen, und nach seinem Tod von der National Aeronautics and Space Administration (NASA) für seine besonderen Verdienste ausgezeichnet. Er war Mitglied der National Academy of Sciences (seit 1952), der American Philosophical Society (seit 1960), der Accademia dei Lincei (seit 1966) und der American Academy of Arts and Sciences (seit 1968).
Nach Harry H. Hess sind ein Mondkrater und die Hess Mountains in der Antarktis benannt. Die US Navy benannte 1977 eines ihrer Vermessungsschiffe, die USNS H. H. Hess (T-AGS-38) nach ihm. Die American Geophysical Union vergibt seit 1984 die Harry H. Hess Medal.

## Werke (Auswahl)
- 1932: Hydrothermal metamorphism of an ultrabasic intrusive at Schuyler, Virginia. American Journal of Science, Bd. 26, Nr. 154, S. 377–408.
- 1937: Geological interpretation of data collected on cruise of USS Barracuda in the West Indies – preliminary report. Transactions of the American Geophysical Union, 18th annual meeting, S. 69–77.
- 1942: The floor of the north Pacific Ocean (mit Frederick Betz, Jr.), S. 99–116, American Geological Society, New York.
- 1946: Drowned ancient islands in the Pacific basin. American Journal of Science, Bd. 244, S. 772–791.
- 1948: Major structural features of the western North Pacific, an interpretation of H.O. 5485, bathymetric chart, Korea to New Guinea. Bulletin of the Geological Society of America, Bd. 59, S. 417–445.
- 1955: The oceanic crust. Journal of Marine Research, Bd. 14, S. 423–439.
- 1959: The AMSOC Hole to the Earth's mantle. Transactions of the American Geophysical Union, Bd. 40, S. 340–345.
- 1960: Evolution of ocean basins. Report to Office of Naval Research. Contract No. 1858(10), NR 081–067, 38 S.
- 1960: Stillwater Igneous Complex, Montana, a Quantitative Mineralogical Study. Geological Society of America, Memoir Nr. 80, 230 S., New York.
- 1962: History of ocean basins. In: A.E.J. Engel et al. (Hrsg.): A Volume in Honour of A.F. Buddington S. 599–620, Geological Society of America, New York.
- 1965: Mid-oceanic ridges and textonics of the sea-floor. In: W.E. Whittard, R. Bradshaw (Hrsg.): Submarine Geology and Geophysics, Butterworth & Co., London.